# كارا براكستون
كارا براكستون (بالإنجليزية: Kara Braxton)‏ مواليد 18 فبراير 1983 في جاكسون، هي لاعبة كرة سلة أمريكية بدأت مسيرتها الاحترافية في سنة 2005. تم اختيارها من قبل فريق ديترويت شوك خلال الدرافت. يبلغ طولها 6 قدم 6 بوصة (2.0 م). فازت بلقب دوري المحترفات.

## المسيرة الاحترافية
لعبت مع ديترويت شوك من سنة 2005 إلى 2008، ثم لعبت مع فينيكس ميركوري في موسم 2010–2011، ثم لعبت مع نيويورك ليبرتي من سنة 2011 إلى 2014.

## روابط خارجية
- كارا براكستون على موقع الاتحاد الدولي لكرة السلة (الإنجليزية)
- كارا براكستون على موقع الاتحاد الوطني لكرة السلة النسائية (الإنجليزية)
- كارا براكستون على موقع كرة السلة الأوروبية.كوم (الإنجليزية)
- كارا براكستون على موقع كلية كرة السلة في سبورتس رفرنس.كوم (الإنجليزية)
- كارا براكستون على موقع بروبوليرز (الإنجليزية)
- كارا براكستون على موقع سبورتس رفرنس (الإنجليزية)